# Civilization Collapse
Civilization Collapse ist ein Lied der deutschen Thrash-Metal-Band Kreator. Es ist die zweite Singleauskoppelung aus ihrem 13. Studioalbum Phantom Antichrist.

## Entstehung und Hintergrund
Das Lied wurde vom Sänger und Gitarristen Mille Petrozza geschrieben. Aufgenommen wurde das Lied mit dem Produzenten Jens Bogren in den Fascination Street Studios in der schwedischen Stadt Örebro. Für das Lied wurde ein Musikvideo gedreht. In dem Lied geht es um die Unruhen, die infolge der Finanzkrise in Griechenland stattfanden. Mille Petrozza erklärte in einem Interview mit dem Onlinemagazin Powermetal.de, dass das Land „zugrunde gerichtet wird und das Volk dafür bezahlen müsse“.
Bei den Recherchen für das Lied kam die Band in Kontakt mit Marios Lolos, dem Präsidenten der griechischen Gewerkschaft der journalistischen Fotografen. Während der griechischen Finanzkrise kam es öfter vor, dass Fotografen zu Opfern von polizeilicher Gewalt wurden. Die Band trat mit Lolos in Kontakt. Lolos willigte sofort einer Zusammenarbeit ein und stellte den Musikern sein Fotoarchiv zur Verfügung.

## Veröffentlichung
Das Lied wurde am 1. Juni 2012 auf dem Album Phantom Antichrist veröffentlicht. Die Singleauskoppelung erfolgte am 9. November 2012 über Nuclear Blast. Die Single wurde als 7″-Single und als Download veröffentlicht. Die Vinylsingle erschien auf schwarzen Vinyl. Über den Onlineshop von Nuclear Blast gibt es die Single auf roten, gelben und weißen Vinyl mit einem anderen Plattencover. 
Als B-Seite enthielt die Single das Lied „Wolfchild“, welches bislang nur auf dem Tributealbum Dark Symphonies – A Tribute to John Sinclair veröffentlicht wurde. Das Lied passte laut Petrozza aus dramaturgischen Gründen nicht auf das Album Phantom Antichrist. Da Dark Symphonies – A Tribute to John Sinclair nicht weltweit erhältlich war entschieden sich die Musiker, das Lied Wolfchild als B-Seite zu verwenden.

## Rezeption
Katharina Beck vom Onlinemagazin Metal.de bezeichnete Civilization Collapse als im Refrain „ebenso melodisch wie hymnenhaft“. Für Thomas Meyns vom Onlinemagazin Metalnews ist Civilization Collapse als „kompromisslose Thrash Metal-Granate“, die das „enorme Talent der Band für effektives Songwriting zur Schau stellt“.